# 瘤基忍冬
追分忍冬（学名：Lonicera oiwakensis），又名瘤基忍冬，为忍冬科忍冬属的植物，为台灣特有植物。分布在台湾海拔3,000米至3,900米的地区，常生长在林中，目前尚未由人工引种栽培。